# Andrew Smith (bádminton)
Andrew Smith (Portsmouth, Inglaterra, 3 de junio de 1984 - ) es un jugador de bádminton de Gran Bretaña.

## Biografía
Comenzó a jugar a los 7 años cuando sus padres lo llevaron centro deportivo local.

## Resultados destacados

### Participaciones en los Campeonatos del Mundo
- Campeonato mundial de bádminton de 2003 - (Inglaterra) - Individual masculino

Fue eliminado en 1/64 de final.
- Campeonato mundial de bádminton de 2005 - (Inglaterra) - Individual masculino

Fue eliminado en 1/64 de final.
- Campeonato mundial de bádminton de 2006 - (Inglaterra) - Individual masculino

En primera ronda derrotó a Pablo Abián, de España, por 21-15 y 21-13, y en segunda ronda cayó eliminado contra Sony Dwi Kuncoro, de Indonesia, por 21-19 y 21-13

## Títulos

### Campeonatos internacionales
- 2004 - Babolat New Zealand International - Individual masculino
- 2004 - Kawasaki Australian International - Individual masculino
- 2005 - Abierto Internacional de Australia - Individual masculino
- 2006 - Campeonato Internacional de Croacia - Individual masculino